# Jerzy Jaśkowski
Jerzy Jaśkowski (ur. 21 maja 1948, zm. 17 stycznia 2025) – polski lekarz, specjalista w zakresie chirurgii ogólnej, publicysta, doktor nauk medycznych, wykładowca akademicki.

## Życiorys
Ukończył studia na Gdańskim Uniwersytecie Medycznym, tam też w 1973 wykonywał pracę jako lekarz w I Klinice Chirurgii Ogólnej. Uzyskał specjalizację w chirurgii ogólnej I stopnia na WZiOS UW w Gdańsku, oraz II stopnia w Centrum Medycznym Kształcenia Podyplomowego w Warszawie 3 marca 1981 uzyskał stopień doktora w oparciu o pracę pt. Fizyczne metody badania procesu gojenia się ran skórnych. W późniejszych latach (do 2000) pracował jako nauczyciel akademicki w Katedrze i Zakładzie Fizyki i Biofizyki. Pełnił również funkcję Kierownika Pracowni Ekofizycznej.
W grudniu 2024 został przyjęty do szpitala i przeszedł szereg zabiegów, w tym operację aorty. W wyniku wielu komplikacji zdrowotnych zmarł 17 stycznia 2025. Został pochowany na cmentarzu Starofarnym w Bydgoszczy (sektor H, rząd 8, numer 33).

## Kontrowersje
W latach dwutysięcznych zasłynął jako propagator kontrowersyjnych tez na temat m.in.: niektórych aspektów medycyny konwencjonalnej, w tym szczepień ochronnych, istnienia i działalności tzw. „Big Pharmy”, które wygłaszał za pośrednictwem swoich publikacji, mediów cyfrowych, ale również przy okazji wielu spotkań, wywiadów i wykładów, które organizował osobiście lub na które zapraszano go w charakterze prelegenta i specjalisty.
Wielokrotnie powielał teorie spiskowe i fałszywe informacje dotyczące szczepionek; twierdził m.in., że ludzie szczepieni przeciwko chorobom układu oddechowego częściej na nie chorują, a same szczepionki uszkadzają mózg i powodują autyzm. W listopadzie 2016 władze Gdańskiego Uniwersytetu Medycznego wydały oświadczenie, w którym zdecydowanie odcięły się od jego sprzecznych z współczesną wiedzą medyczną poglądów dotyczących szczepień ochronnych, jednocześnie prosząc, by nie wiązano jego osoby ze specjalistami reprezentującymi uczelnię. Okręgowa Izba Lekarska w Gdańsku w 2017 zawiesiła mu prawo do wykonywania zawodu.